# Torre di San Floriano
La Torre di San Floriano è una costruzione militare situata a San Floriano, frazione di Vittorio Veneto localizzata in val Lapisina. Si erge su un dosso di origine naturale, sulle rive meridionali del lago artificiale del Restello.
La tradizione la fa risalire all'età romana, ma indubbiamente l'aspetto attuale è medievale. Si tratta di una torre di guardia che aveva il compito di sorvegliare l'importante via che conduceva al Cadore e di lì in Tirolo e in Germania. È probabile che avesse anche funzioni di dogana.
La base è sostanzialmente quadrata con il lato esterno di circa 8,5 m. In altezza raggiunge i 14 m a cui vanno aggiunti 2 m di merli. In base ai fori d'appoggio delle travature, sappiamo che i solai erano quattro.